# Social-impérialisme
Le terme de « social-impérialisme » est une expression utilisée par les mouvements politiques d'inspiration marxiste pour dénoncer, de manière péjorative, les organisations ou les États qui sont « socialistes dans les mots, impérialistes dans les actions » . La phrase a été utilisée pour la première fois dans les cercles marxistes au cours des discussions du début du XXe siècle sur la position de  l’Internationale ouvrière concernant l’imminence de la Première Guerre mondiale et notamment eu égard au Parti social-démocrate d'Allemagne,. Dans ce contexte, le « social-impérialisme » a sens très similaire, mais pas strictement interchangeable, avec les termes de « social-chauvinisme » et de « social-patriotisme ».
Dans les décennies suivantes, l'usage le plus significatif de la phrase a été dans la critique maoïste de l'Union soviétique. Selon Mao, l'Union soviétique était elle-même devenue, après la mort de Staline, un pouvoir impérialiste tout en maintenant une façade  socialiste. Le dirigeant communiste albanais Enver Hoxha partageait également cette analyse, bien qu'il dénonçât également le « social-impérialisme » de la Chine maoïste, dont il critiquait la « théorie des trois mondes ».